# سیارک ۳۰۳۷
سیارک ۳۰۳۷ (به انگلیسی: 3037 Alku، نامگذاری:1944BA) سه هزار و سی و هفتمین سیارک کشف شده‌است که در ۱۷ ژانویه ۱۹۴۴ کشف شد.
قدر مطلق سیارک برابر ۱۱٫۶۰ است.